# Julian Real
Julian Real (Oberhausen, 1989. december 22. –) német válogatott vízilabdázó, olimpikon, a Duisburg bekkje, egyben a német férfi vízilabda-válogatott csapatkapitánya.

## Pályafutása
Játékosi pályafutását a Sterkrader Schwimmverein-ben kezdte, 2004 óta az ASC Duisburg csapatának tagja. Ez utóbbival 2007-ben és 2008-ban bajnoki címet is nyert. 2008-ban tagja volt a Málaga városában megrendezett Európa-bajnokságon részt vevő német válogatottnak, ezen tornán való jó teljesítményének köszönhetően bekerült az ugyanazon év nyarán megrendezett olimpiai játékokon részt vevő válogatott-keretbe is. Real volt a legfiatalabb német vízilabdázó, aki válogatott-kerettagként részt vett az ötkarikás játékokon.

## Nemzetközi eredményei
- Európa-bajnoki 6. hely (Málaga, 2008)
- Olimpiai 10. hely (Peking, 2008)
- Világbajnoki 6. hely (Róma, 2009)
- Európa-bajnoki 6. hely (Zágráb, 2010)
- Világbajnoki 8. hely (Sanghaj, 2011)
- Európa-bajnoki 5. hely (Eindhoven, 2012)
- Világbajnoki 10. hely (Barcelona, 2013)
- Európa-bajnoki 9. hely (Budapest, 2014)
- Európa-bajnoki 11. hely (Belgrád, 2016)